# Likhoelesaurus
"Likhoelesaurus" (“lagarto de Li Khole”) es el nombre informal dado a un género de un arcosaurifome, un posible rauisuquio o dinosaurio, que vivió a finales del  período Triásico, hace aproximadamente 218 millones de años entre el Carniense. La especie tipo, "Likhoelesaurus ingens", fue nombrada por Ellenberger en 1970 a partir de unos pocos dientes de la Formación Elliot, Sudáfrica. y la especie tipo es "Likhoelesaurus ingens". El nombre proviene del pueblo de Lesoto en donde se hallaron los fósiles. Los únicos restos hallados son, de edad de finales del Carniense a principios del Noriense de la Formación Elliot Inferior. Ellenberger (1972) consideró que el género correspondía a un gran carnosaurio, y Kitching y Raath (1984) lo consideraron como posiblemente referible a Basutodon. Knoll enumeró a "Likhoelesaurus" también como un posible rauisuquio.